# Thita
Thita är ett släkte av skalbaggar. Thita ingår i familjen långhorningar.
Kladogram enligt Catalogue of Life:
| Thita | \| \| Thita glauca \| \| \| \| \| \| Thita philippinensis \| \| \| \| |
|       | \| \| Thita glauca \| \| \| \| \| \| Thita philippinensis \| \| \| \| |
|       | Thita glauca                                                          |
|       |                                                                       |
|       | Thita philippinensis                                                  |
|       |                                                                       |